# إدواردو كون
إدواردو كون هو عالم إنسان كندي، ولد في 14 مارس 1968.